# Gouden Haantjes

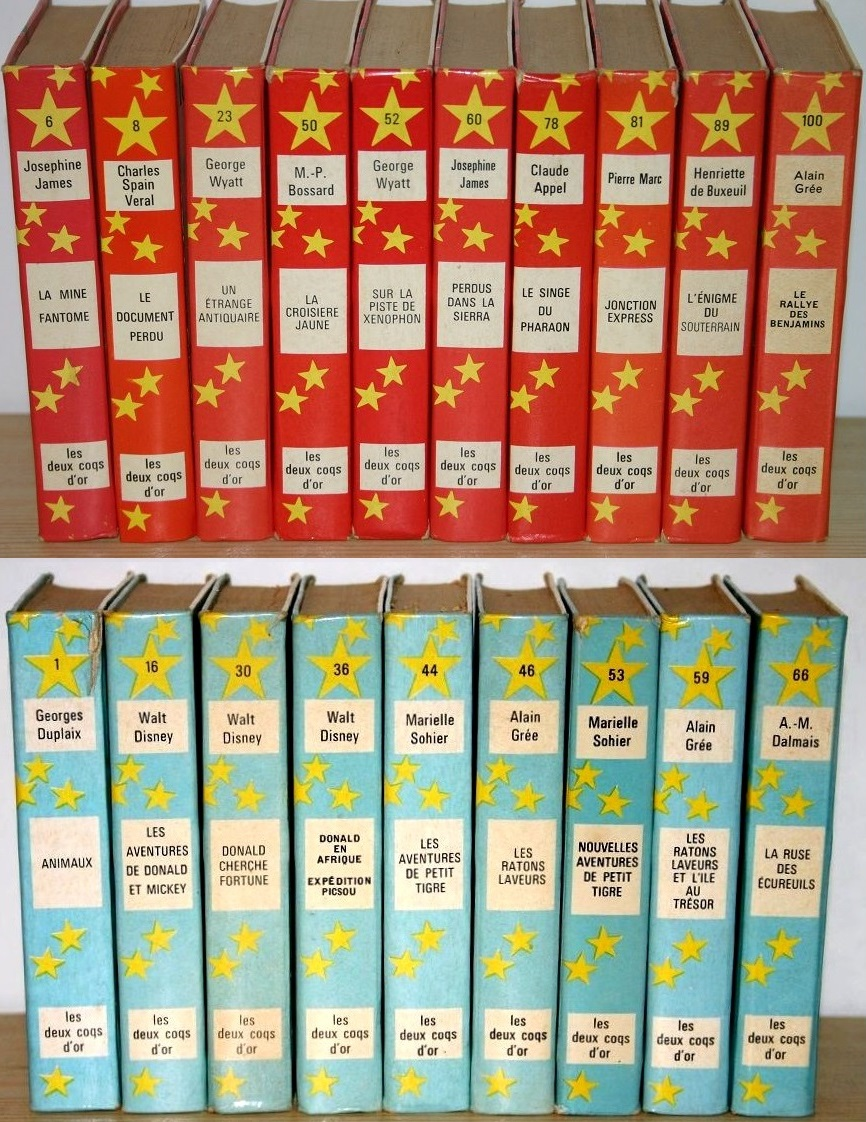
Franstalige Deux Coqs d'Or collectie

Gouden Haantjes is een van oorsprong Amerikaanse en Franse serie kinderboeken. In Frankrijk werden ze uitgegeven door Etoile d'Or (editie Deux Coqs d'Or) van 1965 tot 1970, bestaande uit 105 delen. De Engelstalige editie werd vanaf 1965 uitgegeven door Western Publishing Company in New York in de serie Golden Press onder de naam Golden Star Book en door Hamlyn in Londen in de serie Gold Star Library. In Duitsland verscheen de serie vanaf 1967 bij Delphin-Verlag onder de naam Goldene Happy Bücher (62 delen). In Italie werden de boekjes uitgegeven bij Arnoldo Mondadori Edities onder de naam La Stella d'Oro. De Nederlandse versie verscheen van 1968 tot 1970 onder de naam Gouden Haantjes, uitgegeven door Cantecleer / Otto Maier. Alle Gouden Haantjes boeken zijn vertalingen van de Franse Deux Coqs d'Or editie. 
De boekjes zijn gebonden en in hardcover en kenmerken zich door het kleine formaat van 10 × 12,5 cm, ongeveer 250 pagina's en afbeeldingen in kleur en zwart-wit. De Gouden Haantjes serie bestaat uit 16 delen en was bedoeld voor kinderen van 6 tot 10 jaar oud.

## Titels
- 1 - De avonturen van Tijgertje, Mariëlle Sohier (1968)
- 2 - De wasberen zoeken een huis, Alain Grée, Albert Johannes Richel (1968)
- 3 - De kleine bosbewoners, Anne-Marie Dalmais (1968)
- 4 - Het ondeugende konijntje, Anne-Marie Dalmais (1968)
- 5 - Dolle dwaze dieren, Georges Duplaix (1968)
- 6 - Onraad in speelgoedland, Sergio Bitossi (1968)
- 7 - Sprookjes van Moeder de Gans, Charles Perrault (1968)
- 8 - Het grote avontuur, Byron Jackson, Kathryn Jackson (1968)
- 9 - Sprookjes van Andersen, Hans Christian Andersen (1969)
- 10 - Vertelsels  rond de boerderij, Byron Jackson, Kathryn Jackson (1969)
- 11 - De wasberen op het schateiland, Alain Grée, Albert Johannes Richel  (1969)
- 12 - De vrolijke boerderij, Umberto Padroni (1969)
- 13 - Nieuwe vertelsels rond de boerderij, Byron Jackson, Kathryn Jackson (1970)
- 14 - De sneeuwkoningin & De nieuwe kleren van de keizer, Hans Christian Andersen (1970)
- 15 - De haas en het ondeugende konijntje, Anne-Marie Dalmais (1970)
- 16 - De tovercirkel, Ludovica Lombardi (1970)